# Thénezay
Thénezay est une commune du Centre-Ouest de la France située dans le département des Deux-Sèvres en région Nouvelle-Aquitaine.

## Géographie
Chef lieu de canton, situé en bordure du département de la Vienne, tous commerces, écoles et collèges.

### Climat
Le climat qui caractérise la commune est qualifié, en 2010, de « climat océanique altéré », selon la typologie des climats de la France qui compte alors huit grands types de climats en métropole. En 2020, la commune ressort du même type de climat dans la classification établie par Météo-France, qui ne compte désormais, en première approche, que cinq grands types de climats en métropole. Il s’agit d’une zone de transition entre le climat océanique, le climat de montagne et le climat semi-continental. Les écarts de température entre hiver et été augmentent avec l'éloignement de la mer. La pluviométrie est plus faible qu'en bord de mer, sauf aux abords des reliefs.
Les paramètres climatiques qui ont permis d’établir la typologie de 2010 comportent six variables pour les températures et huit pour les précipitations, dont les valeurs correspondent à la normale 1971-2000. Les sept principales variables caractérisant la commune sont présentées dans l'encadré ci-après.
| Paramètres climatiques communaux sur la période 1971-2000 - Moyenne annuelle de température : 12 °C - Nombre de jours avec une température inférieure à −5 °C : 1,8 j - Nombre de jours avec une température supérieure à 30 °C : 5,3 j - Amplitude thermique annuelle : 14,7 °C - Cumuls annuels de précipitation : 719 mm - Nombre de jours de précipitation en janvier : 11,5 j - Nombre de jours de précipitation en juillet : 6,9 j |

Avec le changement climatique, ces variables ont évolué. Une étude réalisée en 2014 par la Direction générale de l'Énergie et du Climat complétée par des études régionales prévoit en effet que la  température moyenne devrait croître et la pluviométrie moyenne baisser, avec toutefois de fortes variations régionales. La station météorologique de Météo-France installée sur la commune et en service de 1978 à 2019 permet de connaître l'évolution des indicateurs météorologiques. Le tableau détaillé pour la période 1981-2010 est présenté ci-après.
| Mois                                  | jan.             | fév.           | mars           | avril         | mai           | juin           | jui.           | août           | sep.          | oct.            | nov.          | déc.             | année      |
| ------------------------------------- | ---------------- | -------------- | -------------- | ------------- | ------------- | -------------- | -------------- | -------------- | ------------- | --------------- | ------------- | ---------------- | ---------- |
| Température minimale moyenne (°C)     | 1,6              | 1,3            | 3              | 4,5           | 8,2           | 11,2           | 13,1           | 12,9           | 10,2          | 8,2             | 4,2           | 2,1              | 6,7        |
| Température moyenne (°C)              | 4,7              | 5,3            | 8              | 10,2          | 14,2          | 17,5           | 19,7           | 19,6           | 16,4          | 12,9            | 7,9           | 5,1              | 11,8       |
| Température maximale moyenne (°C)     | 7,9              | 9,3            | 13,1           | 15,8          | 20,1          | 23,9           | 26,4           | 26,3           | 22,7          | 17,6            | 11,6          | 8,2              | 16,9       |
| Record de froid (°C) date du record   | −17,6 17.01.1987 | −14,3 09.02.12 | −11,5 01.03.05 | −4,4 08.04.03 | −1,1 06.05.19 | 2,5 07.06.1986 | 5,4 04.07.1984 | 2,3 31.08.1986 | 0,9 25.09.02  | −5,4 30.10.1997 | −9 23.11.1993 | −16,3 30.12.1985 | −17,6 1987 |
| Record de chaleur (°C) date du record | 16,6 24.01.16    | 23,1 27.02.19  | 25,9 20.03.05  | 30,5 30.04.05 | 33,8 29.05.01 | 38 22.06.03    | 38,5 19.07.16  | 42 06.08.03    | 34,5 03.09.05 | 30 02.10.11     | 22,5 08.11.15 | 18,4 16.12.1989  | 42 2003    |
| Précipitations (mm)                   | 67,1             | 48,9           | 49             | 58            | 59            | 42,4           | 47,4           | 46,4           | 53,1          | 76,1            | 73,5          | 71,9             | 692,8      |

## Urbanisme

### Typologie
Au 1er janvier 2024, Thénezay est catégorisée commune rurale à habitat dispersé, selon la nouvelle grille communale de densité à sept niveaux définie par l'Insee en 2022.
Elle est située hors unité urbaine et hors attraction des villes,.

### Occupation des sols
L'occupation des sols de la commune, telle qu'elle ressort de la base de données européenne d’occupation biophysique des sols Corine Land Cover (CLC), est marquée par l'importance des territoires agricoles (77 % en 2018), une proportion sensiblement équivalente à celle de 1990 (77,2 %). La répartition détaillée en 2018 est la suivante : 
terres arables (66,7 %), forêts (20,3 %), zones agricoles hétérogènes (10,3 %), zones urbanisées (2,7 %). L'évolution de l’occupation des sols de la commune et de ses infrastructures peut être observée sur les différentes représentations cartographiques du territoire : la carte de Cassini (XVIIIe siècle), la carte d'état-major (1820-1866) et les cartes ou photos aériennes de l'IGN pour la période actuelle (1950 à aujourd'hui).

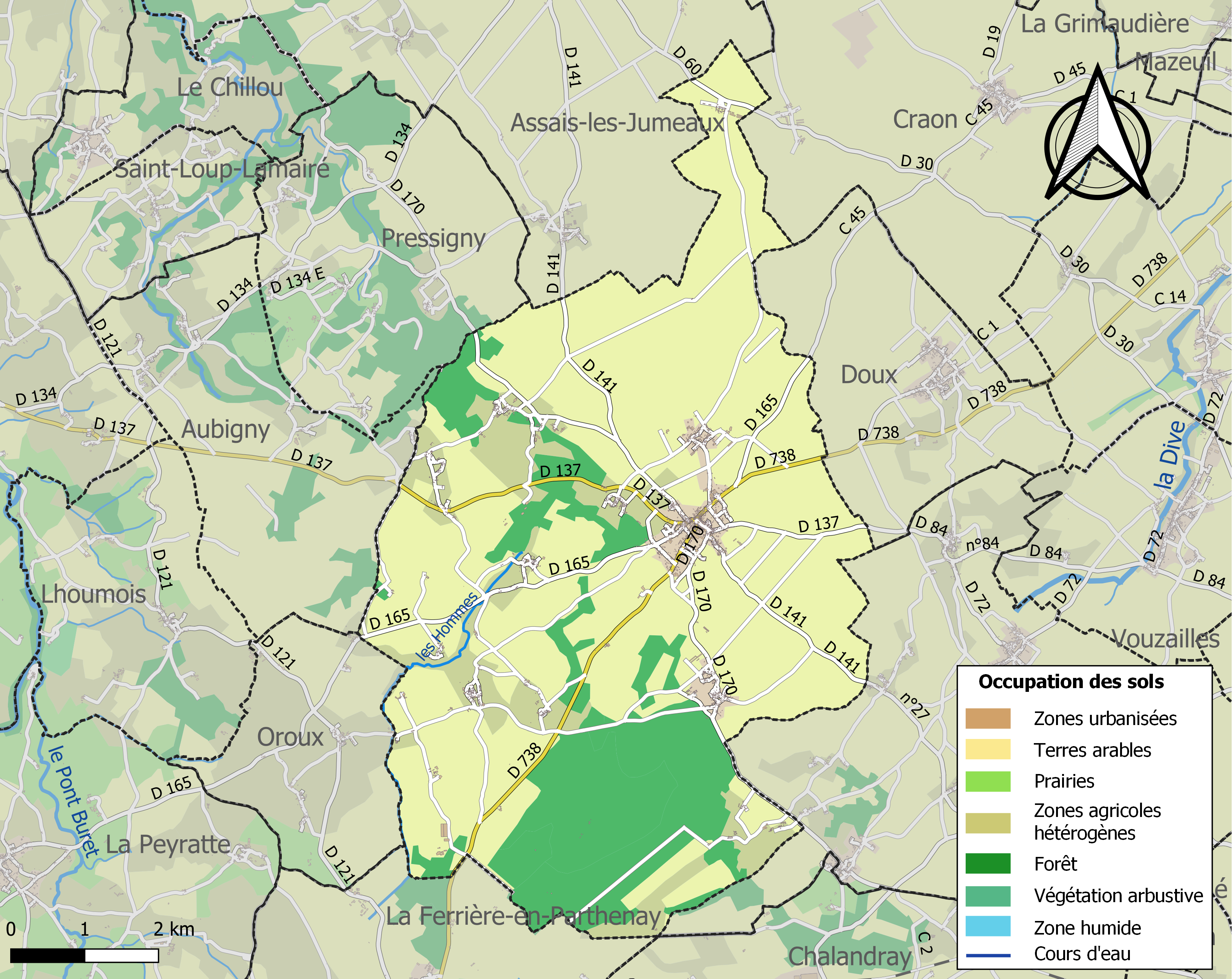
Carte des infrastructures et de l'occupation des sols de la commune en 2018 (CLC).

### Risques majeurs
Le territoire de la commune de Thénezay est vulnérable à différents aléas naturels : météorologiques (tempête, orage, neige, grand froid, canicule ou sécheresse), inondations, mouvements de terrains et séisme (sismicité modérée). Il est également exposé à un risque technologique,  et  le risque industriel. Un site publié par le BRGM permet d'évaluer simplement et rapidement les risques d'un bien localisé soit par son adresse soit par le numéro de sa parcelle.

#### Risques naturels
Certaines parties du territoire communal sont susceptibles d’être affectées par le risque d’inondation par débordement de cours d'eau. La commune a été reconnue en état de catastrophe naturelle au titre des dommages causés par les inondations et coulées de boue survenues en 1982, 1983, 1992, 1995, 1999 et 2010,.

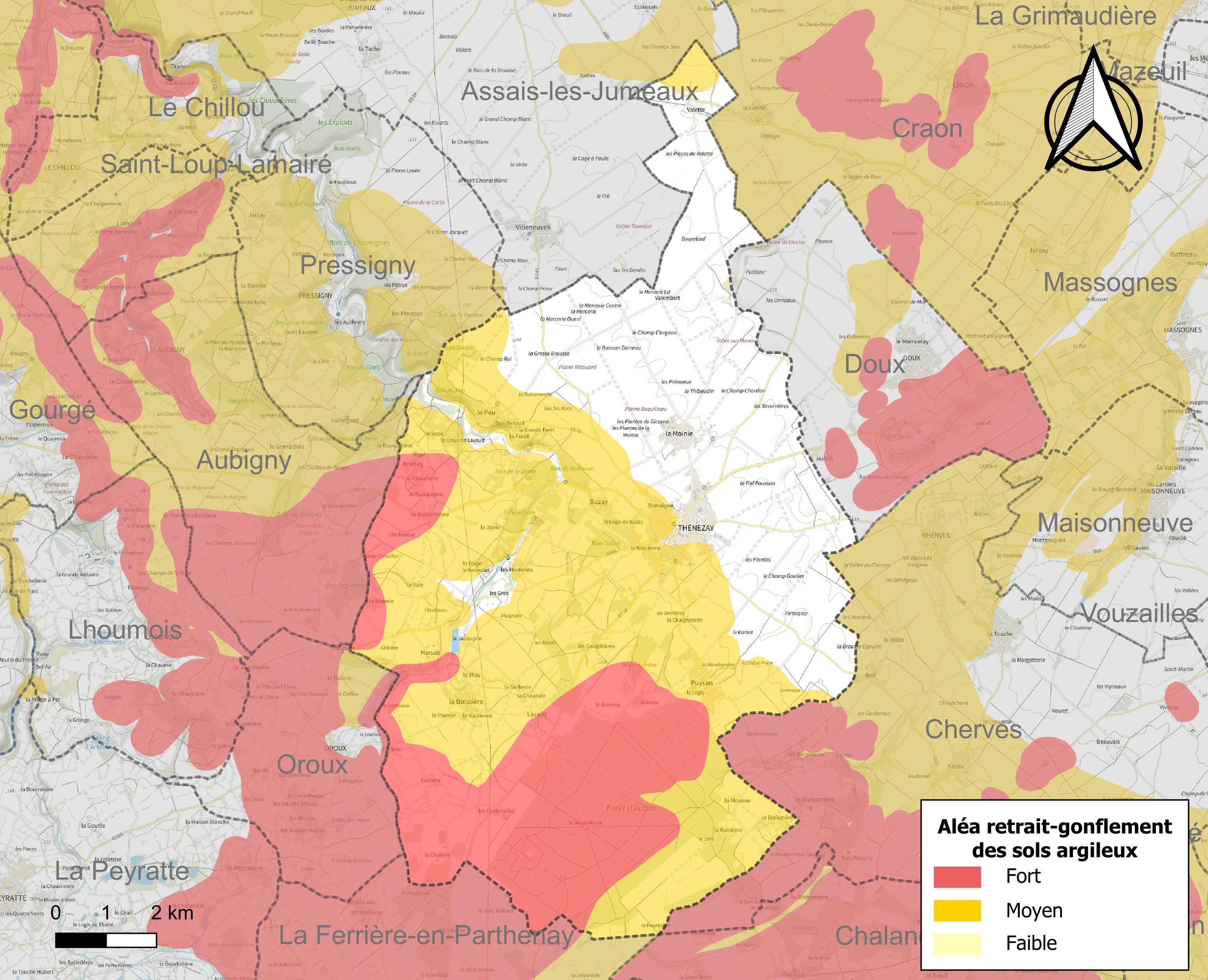
Carte des zones d'aléa retrait-gonflement des sols argileux de Thénezay.

Les mouvements de terrains susceptibles de se produire sur la commune sont des tassements différentiels. Le retrait-gonflement des sols argileux est susceptible d'engendrer des dommages importants aux bâtiments en cas d’alternance de périodes de sécheresse et de pluie. 65,9 % de la superficie communale est en aléa moyen ou fort (54,9 % au niveau départemental et 48,5 % au niveau national). Depuis le 1er octobre 2020, en application de la loi ELAN, différentes contraintes s'imposent aux vendeurs, maîtres d'ouvrages ou constructeurs de biens situés dans une zone classée en aléa moyen ou fort,.
La commune a été reconnue en état de catastrophe naturelle au titre des dommages causés par la sécheresse en 1989, 2003, 2005, 2011 et 2017 et par des mouvements de terrain en 1999 et 2010.

#### Risque technologique
En 2020, la commune était exposée au risque industriel du fait de la présence sur son territoire d'une entreprise soumise à la directive européenne SEVESO, classée seuil haut : Maxam Atlantique (activités soumises à autorisation pour la fabrication et le stockage d’explosifs)

## Histoire
Thénezay est depuis le Xe siècle une viguerie. La paroisse dépend du chapitre de la cathédrale de Poitiers, qui nomme son curé jusqu'à la Révolution. Au milieu du XIIIe siècle, le village connaît un événement qui va marquer la région, la mort in odium fidei d'un marchand de bestiaux du nom d'Honoré (1250), béatifié en 1444. Dès lors Thénezay devient le lieu d'un pèlerinage fort fréquenté jusqu'à la Révolution.

## Politique et administration
| Période                                  | Période                   | Identité                  | Étiquette | Qualité |
| ---------------------------------------- | ------------------------- | ------------------------- | --------- | --- |
| Les données manquantes sont à compléter. |                           |                           |           | |
| 1793                                     |                           | Pierre Rondier            |           | |
| 1800                                     | 1809                      | Jacques Rivière           |           | |
| 1809                                     | 1815                      | Louis Leroy               |           | |
| 1815                                     | 1826                      | Robin Dubreuil            |           | |
| 1826                                     | 1830                      | François Collon           |           | |
| 1830                                     | 1830                      | Louis Leroy               |           | |
| 1830                                     | 1831                      | Louis-François Lahay      |           | |
| 1831                                     | 1848                      | Jean-François Giroire     |           | |
| 1848                                     | 1878                      | Gabriel Robin Dubreuil    |           | |
| 1878                                     | 1887                      | Pascal Richard            |           | |
| 1887                                     | 1900                      | Adrien Boutin             |           | |
| 1900                                     | 1942                      | Georges de Talhouët-Roy   |           | |
| 1942                                     | 1950                      | Henri Lorgueilleux        |           | |
| 1950                                     | 1956                      | Charles Gauducheau        |           | |
| 1956                                     | 1962                      | Henri Lorgueilleux        |           | |
| 1962                                     | 1977                      | André Guenard             |           | |
| 1977                                     | 1989                      | Fernand Petreau           |           | |
| 1989                                     | 1995                      | Jean de Gaulle            |           | |
| 1995                                     | 2001                      | Marie-Laure Doucet        |           | |
| 2001                                     | 2008                      | Gilbert Lascout           |           | |
| mars 2008                                | août 2017                 | Véronique Cornuault       |           | Vice-présidente de la CC du Pays Thénezéen ( ? → 2013) Vice-présidente de la CC de Parthenay-Gâtine (2014 → 2017) Démissionnaire |
| août 2017,                               | mai 2020                  | Jacky Proust              |           | Agriculteur retraité |
| mai 2020                                 | En cours (au 7 juin 2021) | Chantal Cornuault-Paradis |           | Retraitée d’un milieu associatif                                                                                                 |

## Population et société

### Démographie
L'évolution du nombre d'habitants est connue à travers les recensements de la population effectués dans la commune depuis 1793. Pour les communes de moins de 10 000 habitants, une enquête de recensement portant sur toute la population est réalisée tous les cinq ans, les populations de référence des années intermédiaires étant quant à elles estimées par interpolation ou extrapolation. Pour la commune, le premier recensement exhaustif entrant dans le cadre du nouveau dispositif a été réalisé en 2008.

En 2022, la commune comptait 1 398 habitants, en évolution de −0,36 % par rapport à 2016 (Deux-Sèvres : +0,18 %, France hors Mayotte : +2,11 %).
| 1793  | 1800  | 1806  | 1821  | 1831  | 1836  | 1841  | 1846  | 1851  |
| ----- | ----- | ----- | ----- | ----- | ----- | ----- | ----- | ----- |
| 1 580 | 1 446 | 1 790 | 1 903 | 2 049 | 2 066 | 2 116 | 2 235 | 2 249 |

| 1856  | 1861  | 1866  | 1872  | 1876  | 1881  | 1886  | 1891  | 1896  |
| ----- | ----- | ----- | ----- | ----- | ----- | ----- | ----- | ----- |
| 2 275 | 2 282 | 2 364 | 2 340 | 2 380 | 2 375 | 2 422 | 2 377 | 2 362 |

| 1901  | 1906  | 1911  | 1921  | 1926  | 1931  | 1936  | 1946  | 1954  |
| ----- | ----- | ----- | ----- | ----- | ----- | ----- | ----- | ----- |
| 2 294 | 2 173 | 2 111 | 1 947 | 1 937 | 1 917 | 1 865 | 1 833 | 1 789 |

| 1962  | 1968  | 1975  | 1982  | 1990  | 1999  | 2006  | 2008  | 2013  |
| ----- | ----- | ----- | ----- | ----- | ----- | ----- | ----- | ----- |
| 1 745 | 1 673 | 1 595 | 1 607 | 1 514 | 1 424 | 1 454 | 1 463 | 1 411 |

| 2018  | 2022  | - | - | - | - | - | - | - |
| ----- | ----- | - | - | - | - | - | - | - |
| 1 403 | 1 398 | - | - | - | - | - | - | - |

### Principaux équipements

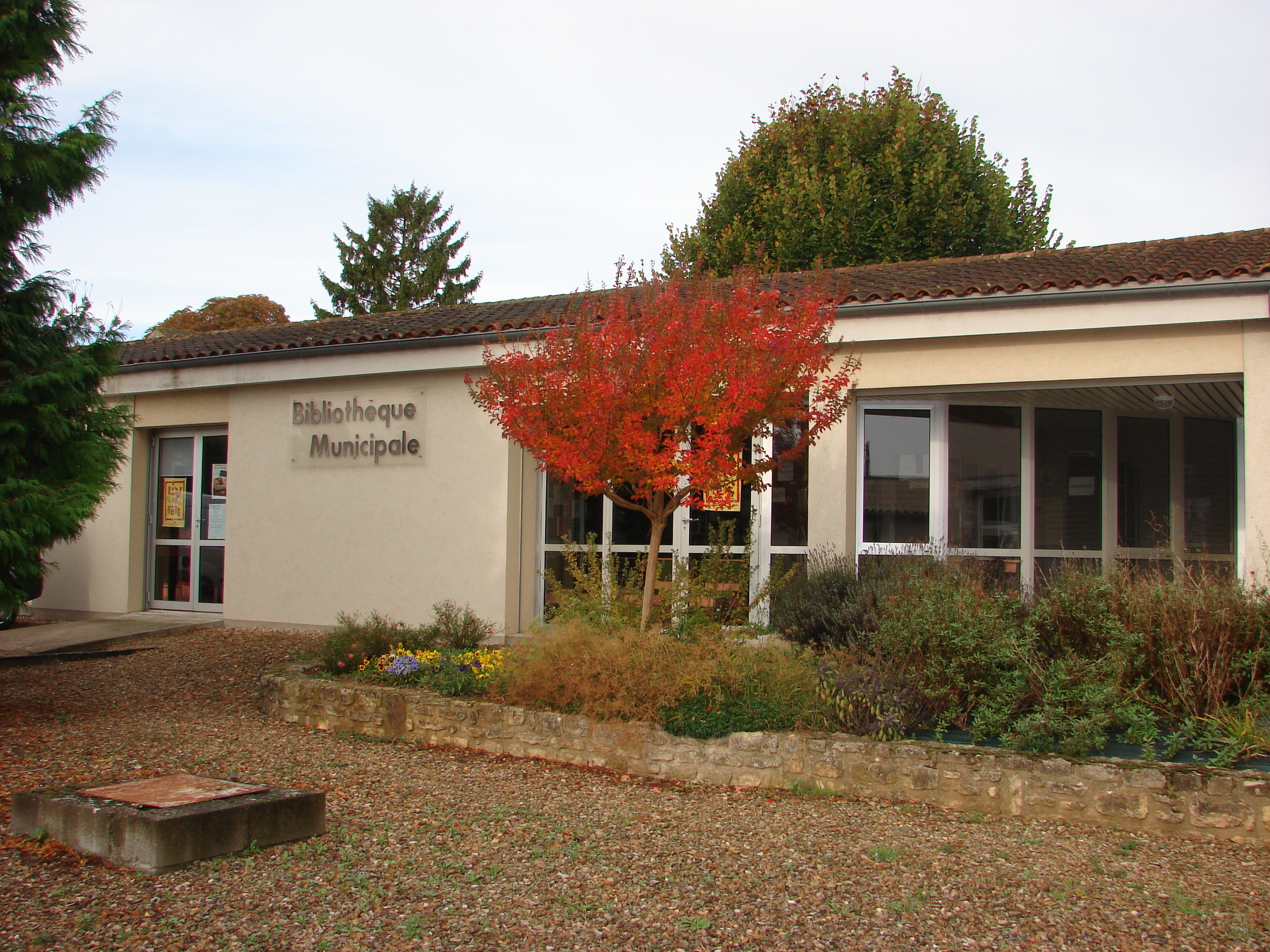
La bibliothèque.

La commune dispose d'une bibliothèque.

## Culture locale et patrimoine

### Lieux et monuments

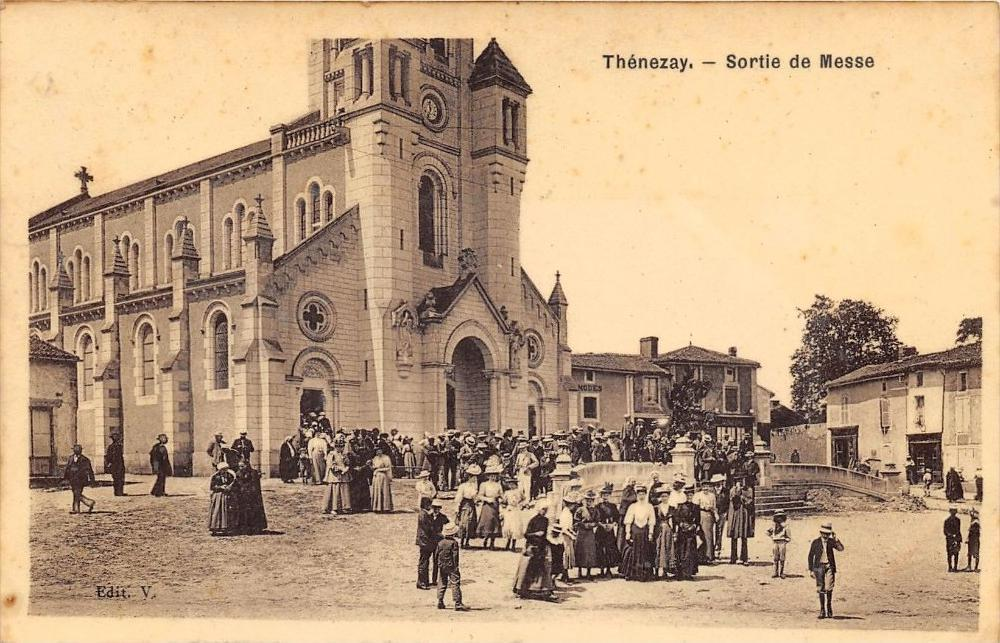
Sortie de messe à l'église de Thénezay entre 1900 et 1910.

- Église Saint-Honoré, de style néo-roman construite entre 1901 et 1903 ; elle conserve les reliques de saint Honoré

### Personnalités liées à la commune
- Saint Honoré de Buzançais, martyr décapité à Thénezay en 1250, béatifié en 1444[30].